# Aloparentalidad
La aloparentalidad es un término utilizado en biología y antropología que describe el cuidado y protección de crías por parte de individuos que no son sus padres biológicos. Este comportamiento implica que miembros de una especie atiendan y protejan a las crías de otros, y es común en diversas especies animales, incluyendo mamíferos, aves e insectos sociales.

### Definición
El término proviene del griego “allo”, que significa “otro”, y se refiere a cualquier forma de cuidado parental realizado por individuos distintos de los progenitores biológicos. La aloparentalidad puede incluir actividades como alimentar, proteger, transportar y enseñar a las crías.

### Ejemplos en animales

#### Mamíferos
En los elefantes africanos (Loxodonta africana), las hembras adultas, como tías y hermanas, participan activamente en el cuidado de las crías dentro de la manada. Este comportamiento aumenta la supervivencia de las crías y fortalece los vínculos sociales del grupo.
En los lobos grises (Canis lupus), los miembros de la manada que no están reproduciéndose ayudan a cuidar y alimentar a las crías de los alfas, lo que se conoce como cuidado cooperativo.

#### Aves
Las urracas australianas (Cracticus tibicen) muestran comportamientos aloparentales donde los individuos no reproductivos ayudan en la alimentación y protección de los polluelos.
En los arrendajos de Florida (Aphelocoma coerulescens), los individuos jóvenes permanecen con sus padres para ayudar a criar a las siguientes generaciones, un comportamiento que mejora el éxito reproductivo del grupo.

### Aloparentalidad en humanos
En las sociedades humanas, la aloparentalidad es común y se manifiesta a través del cuidado de los niños por parte de familiares como abuelos, tíos, hermanos mayores y miembros de la comunidad. Este sistema de cuidado compartido ha sido fundamental en la evolución humana, permitiendo a las madres tener más hijos y promoviendo la cooperación social. 
La antropóloga Sarah Blaffer Hrdy ha investigado extensamente este tema, argumentando que la aloparentalidad ha sido clave en el desarrollo de las habilidades cognitivas y emocionales humanas.

### Beneficios evolutivos
La aloparentalidad ofrece ventajas tanto para las crías como para los cuidadores:
- Para las crías: Aumenta las posibilidades de supervivencia al recibir cuidados adicionales y protección.
- Para los cuidadores: Los aloparientes ganan experiencia en el cuidado de crías, fortalecen relaciones sociales y, si están emparentados, ayudan a propagar genes compartidos, tal como explica la teoría de selección de parentesco.[7]